# سيفمينوكسيم
سيفمينوكسيم Cefmenoxime هو مضاد حيوي من زمرة السيفالوسبورينات الجيل الثالث. عبارة عن مادة تقتل أو تبطئ نمو الكائنات الحية الدقيقة، بما في ذلك البكتيريا

## الخواص

### الاسم العلمي
(6R,7R)-7-{[(2Z)-2-(2-amino-1,3-thiazol-4-yl)-2-(methoxyimino)acetyl]amino}-3-{[(1-methyl-1H-tetrazol-5-yl)sulfanyl]methyl}-8-oxo-5-thia-1-azabicyclo[4.2.0]oct-2-ene-2-carboxylic acid 7β-{[(2Z)-2-(2-amino-1,3-thiazol-4-yl)-2-(methoxyimino)acetyl]amino}-3-{[(1-methyl-1H-tetrazol-5-yl)sulfanyl]methyl}-3,4-didehydrocepham-4-carboxylic acid 

### الصيغة الكيميائية
C 16 H 17 O 5 N 9 S 3

### الوزن الجزئي
g/mol 511.562

## الاستخدام الطبي
يستخدم لعلاج الأمراض النسائية والعدوى بالجراثيم الهوائية واللاهوائية.

## الحركية الدوائية
هذه المجموعة من المضادات الحيوية تعرف بسيفالوسبورينات الجيل الثالث. نجد أن سيفالوسبورينات الجيل الثالث تُستخدم لعلاج العديد من الأمراض الخطيرة المتنوعة التي تسببها كائنات دقيقة مقاومة لمعظم المضادات الحيوية وخواصها:-
- أوسع طيفاً مما سبق.
- فعالة جداً ضد العصيات سلبية الغرام.
- مقاومة جداً للبيتالاكتاماز.
- تنفذ من الحاجز الدماغي الدموي BBB، وتحقق تركيزً عالياً في السال الدماغي الشوكي CSF، فتيتخدم في علاج سال مخي شوكي البكتيري بسلبيات الغرام.[5]